# Меллитовая кислота
Меллитовая кислота — органическое вещество с формулой C6(COOH)6. Шестиосновная карбоновая кислота ароматического ряда.

## Нахождение в природе
В природе находится в медовом камне, который встречается в бурых углях и представляет собой алюминиевую соль меллитовой кислоты Al2C12O12·12H2O

## История открытия
В чистом виде получена Вёлером в 1826 г. и обозначена формулой C4H2O4, поэтому долго ставилась рядом со щавелевой кислотой, пока в 1870 г. Байер не показал принадлежность её к производным бензола и что формула её должна быть С12Н6О12. До этого была синтезирована Ловицем, пытавшимся найти свидетельства в пользу теории флогистона (идентифицирован полученный им «растворимый уголь» как меллитовая кислота был лишь в XX веке).

## Получение
Меллитовая кислота может быть получена окислением (например, азотной кислотой) древесного и каменного углей, сажи или графита, а также гексаметилбензола. Реакция с графитом подтверждает открытые физическим методом бензольные ядра в его кристаллах.
Также меллитовая кислота может быть получена нагреванием медового камня с карбонатом аммония. Далее аммиачную соль переводят кипячением с баритовой водой в бариевую и Ba2+ осаждают серной кислотой. Затем кислоту очищают перекристаллизацией из воды.

## Физические свойства
Меллитовая кислота представляет собой тонкие шелковисто-блестящие иглы, сильно кислого вкуса, очень легко растворимые в воде и легко в этаноле.

## Химические свойства
Меллитовая кислота очень стабильна: она не изменяется при нагревании до 200 °C, серная и азотная кислоты, также хлор, бром и иодоводород на неё не действуют.
При прокаливании со смесью гидроксидов натрия и кальция меллитовая кислота разлагается по уравнению
{\displaystyle {\mathsf {C_{6}(COOH)_{6}\longrightarrow C_{6}H_{6}+6CO_{2}}}}
С PCl5 даёт хлорангидрид C6(COCl)6.
Из солей более известны средние, которые получаются действием иодангидридов спиртов на серебряную соль меллитовой кислоты.
Продолжительным действием амальгамы натрия на меллитовую кислоту или её аммиачную соль в водном растворе происходит присоединение 6Н и получается гидромеллитовая кислота C6H6(COOH)6.